# Cathleen Nesbitt
Kathleen Mary Nesbitt, CBE (Cheshire, 24 de novembre del 1888 – Londres, 2 d'agost del 1982), més coneguda com a Cathleen Nesbitt, va ser una actriu de cinema, teatre i televisió britànica. Va debutar en el teatre el 1910 amb l'obra The Cabinet Minister i va participar en al voltant de tres-centes obres, tant en el Regne Unit com als Estats Units, entre aquestes la versió original de My Fair Lady el 1957 i la seva nova adaptació el 1981. Va debutar en el cinema amb el curtmetratge mut A Star Over Night (1919) i després va participar en The Faithful Heart (1922). Va tornar a participar en el cinema el 1930 amb la pel·lícula Canaries Sometimes Sing. Després, participaria en nombroses pel·lícules, entre d'altres, The Frightened Lady (1932), Creiem en l'amor (1954), Tu i jo (1957), Taules separades (1958) i Family Plot, la trama (1976). En televisió, va interpretar Agatha Morley en The Farmer's Daughter i va fer una participació en la sèrie britànica A dalt i a baix.
Va estar compromesa amb el poeta Rupert Brooke, però va morir en la Primera Guerra Mundial. Després, es va casar amb Cecil Beresford Ramage el 1922 i van tenir dos fills, Mark i Jennifer. El 1978, va ser nomenada per la reina Isabel II Dama comanadora de l'orde de l'Imperi britànic (DBE). Finalment, va morir el 1982 a Londres a l'edat de 92 anys, amb una carrera de prop de setanta anys.

## Carrera
Cathleen Nesbitt va néixer el 14 de novembre del 1888 a Cheshire, Anglaterra. Va estudiar a França, a la Universitat de París i a Irlanda del Nord, a la Queen's University, en què finalment es va graduar en arts. Va estudiar teatre al costat de Rosina Fillipi i va rebre el suport de Sarah Bernhardt i de la patrona del teatre irlandès, Lady Gregory. Era la germana gran de Thomas Nesbitt, Jr., també actor teatral, que va filmar una pel·lícula abans de morir el 1927. Nesbitt va començar la seva carrera teatral el 1910 en l'obra londinenca The Cabinet Minister i després, el 1911, es va unir als Irish Players. Amb la companyia, va viatjar als Estats Units per primera vegada i va debutar en Broadway amb l'obra The Well of the Saints. Aquest mateix any, a més, va estrenar Playboy of the Western World i poc després Galswortyh's Justice, al costat de John Barrymore.
Desenvolupà la seva carrera principalment en l'àmbit teatral, amb al voltant de tres-centes obres estrenades. En teatre, va aconseguir reconeixement en interpretar Mrs. Higgins, la mare de Rex Harrison en l'obra, en la versió original de My Fair Lady (1956-1962), paper que tornaria a interpretar a finals de la seva vida el 1981. La seva actuació va ser elogiada per Brooks Atkinson de The New York Times, que va dir: «Cathleen Nesbitt porta les seves escenes amb gràcia i elegància», mentre que l'actriu després va confessar que gairebé rebutjà el paper en considerar-lo «molt avorrit». No obstant això, després va esmentar que la seva opinió havia canviat el 1981, quan va tornar a participar en l'obra considerant que «estic en una edat en la qual mentre més petit sigui el paper millor» i que, a més, ara li trobava «més gràcia». Alternant entre Anglaterra i Estats Units, va participar en obres com The Winter's Tale (1912-1913), The Taming of the Shrew (1934-1935) i El rei Lear (1939-1940) a Anglaterra, i Gigi (1951-1952), Sabrina Fair (1953), Anastasia (1954-1955) i The Sleeping Prince (1956) als Estats Units.
Cathleen Nesbitt va fer una incursió en el cinema amb un curtmetratge mut titulat A Star Over Night el 1919. Després, va participar en The Faithful Heart (1922) i es va mantenir allunyada del cinema diversos anys fins que va filmar Canaries Sometimes Sing (1930) i The Frightened Lady (1932). El 1954, va participar en la seva primera pel·lícula nord-americana Creiem en l'amor, en la qual va interpretar la princesa; seguidament, va personificar el paper de Madame Bonaparte en Desirée, pel·lícula el paper protagonista de la qual va ser per a Marlon Brando, que va representar Napoleó. El 1957, va interpretar l'àvia de Cary Grant en Tu i jo, la pel·lícula que l'actor va protagonitzar al costat de Deborah Kerr. Amb Kerr, va tornar a actuar l'any següent en Taules separades, que incloïa en el seu repartiment David Niven, Rita Hayworth i Gladys Cooper. En els seixanta, va actuar en Tu a Boston i jo a Califòrnia (1961), Promet-li qualsevol cosa (1965) i en L'escala (1969).
A més, des de 1963 fins a 1966, va interpretar Agatha Morley en setanta-vuit episodis de The Farmer's Daughter i entre 1972 i 1973 va tenir una petita participació en dos episodis de la sèrie britànica A dalt i a baix, en el paper de Lady Southwold.
El 1975, va interpretar el petit paper d'una octogenària addicta a les drogues en French Connection II, de John Frankenheimer. Sobre el seu paper va expressar «Mai n'havia vist una» i va explicar que li va demanar un consell a un amic, que li va suggerir una estació del metro de Londres, de la qual va concloure: «Vaig estar envoltada de tot de gent estranya. Vaig escapar». En els seus últims anys, va participar al seu torn en Family Plot, la trama (1976) com a Julia Rainbird i, finalment, en Never Never Land com a Edith Forbes. Referent als seus últims anys, l'actriu va dir: «A mesura que un va envellint, un no espera ser contractat. T'aixeca l'ànim saber que algú et vol de nou». El 1978, quatre anys abans de morir, va ser nomenada per la reina Isabel II Dama comanadora de l'orde de l'Imperi britànic (DBE).

## Vida personal
Va estar compromesa amb el poeta Rupert Brooke, que li va escriure més de vuitanta cartes. Ell, no obstant això, va morir durant la Primera Guerra mundial i Nesbitt es va casar amb el polític i advocat Cecil Beresford Ramage el 1922. El matrimoni va tenir dos fills, Jennifer, escriptora, i Mark, els padrins de la qual van ser l'escriptor James Barrie i al primer ministre Herbert Asquith.
El 1977, Cathleen Nesbitt va escriure la seva autobiografia titulada A Little Love and Good Company. L'actriu va dir: «Quan en tens setanta, la vista et comença a anar malament, però pots posar-te ulleres. Quan en tens vuitanta, l'oïda se't comença a espatllar, però pots aconseguir audiòfons. Quan en tens noranta, la teva memòria comença a esvair-se i no hi ha res que puguis comprar per recuperar-la».
Finalment, va morir el 1982 a Londres amb 92 anys, amb una carrera d'al voltant de setanta anys. Referent a la seva mort, el Daily Telegraph va escriure: «Com a actriu secundària, era una preuada possessió de qualsevol repartiment a què era cridada: tenia un gran do de versatilitat i les seves habilitats eren tantes que l'aparició del seu nom en el programa era una garantia que una part seria acuradament estudiada i imaginativament interpretada».

## Filmografia
- The Passing of the Third Floor Back (1935)
- Pygmalion (1938)
- The Lamp Still Burns (1943)
- Els avatars de la Fanny (Fanny by Gaslight) (1944)
- The Agitator (1945)
- Cèsar i Cleopatra  (1945)
- Men of Two Worlds (1946)
- Jassy l'endevina (1947)
- Odi en l'ombra (1949)
- Estrany succés (1950)
- Three Coins in the Fountain (1954)
- La vídua negra (1954)
- Tu i jo (1957)
- Taules separades (1958)
- The Parent Trap (1961)
- Promet-li qualsevol cosa (1965)
- El temple de l'hampa (1966)
- L'escala (1969)
- French Connection II (1975)
- Family Plot, la trama (1976)
- Julia (1977)
- Never Never Land (1980)